# Amiota trifurcata
Amiota trifurcata este o specie de muște din genul Amiota, familia Drosophilidae, descrisă de Toyohi Okada în anul 1968. Conform Catalogue of Life specia Amiota trifurcata nu are subspecii cunoscute.